# Georgsmarienhütte (Unternehmen)
Die Georgsmarienhütte GmbH (kurz GMH) ist ein am 14. Juli 1856 als Georgs-Marien-Bergwerks- und Hüttenverein gegründetes Stahlwerk mit Sitz in der nach dem Stahlwerk benannten Stadt Georgsmarienhütte südlich von Osnabrück. Namensgeber des Werkes waren König Georg V. und Königin Marie, das letzte Herrscherpaar des Königreichs Hannover.
Die Georgsmarienhütte zählt zu den führenden europäischen Anbietern von Stabstahl, Halbzeug und Blankstahl aus Qualitätsstahl und Edelbaustahl und erzielt 80 % ihres Umsatzes mit der Automobilindustrie. Sie ist Teil der Georgsmarienhütte Unternehmensgruppe (GMH Gruppe), einem Verbund aus über zwanzig mittelständisch ausgerichteten Unternehmen in Deutschland, Österreich, Australien und den USA. 

## Geschichte

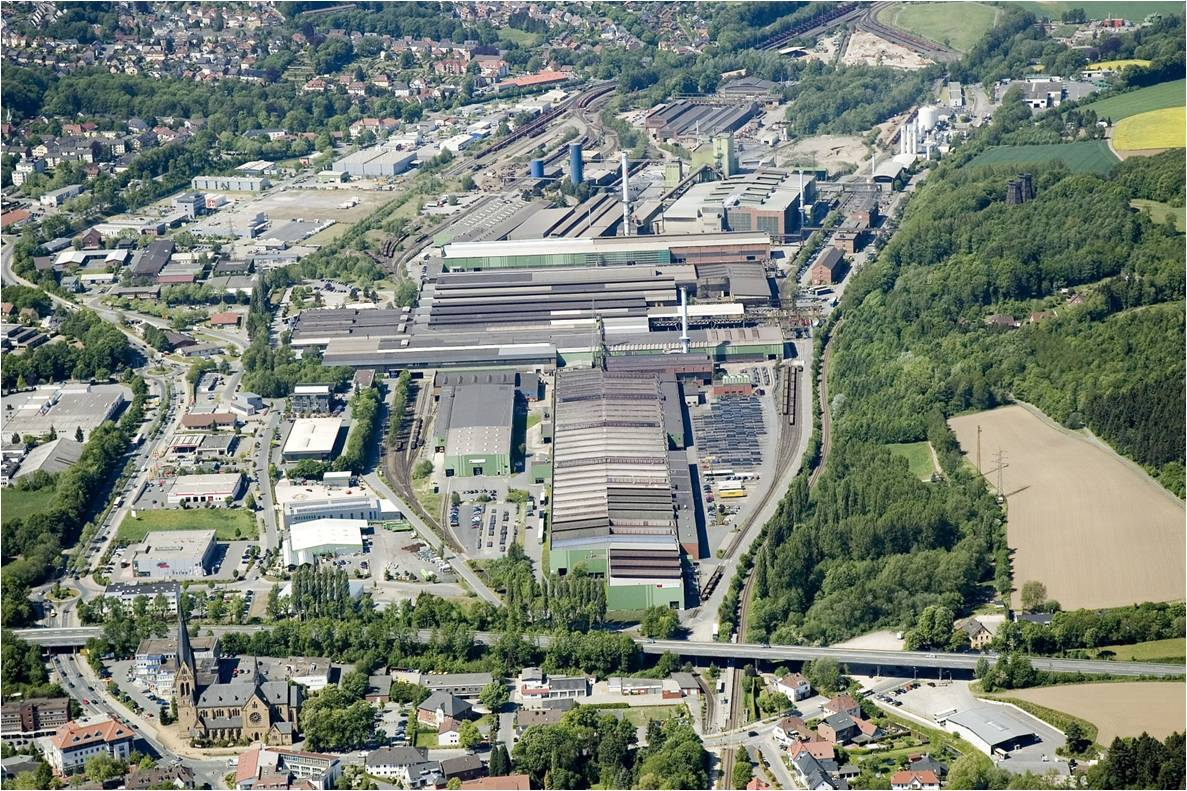
Blick auf das Stahlwerk

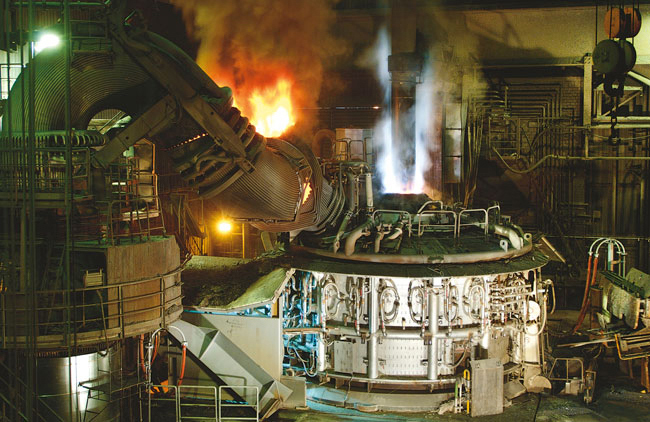
Der Elektrolichtbogenofen der Georgsmarienhütte

Die Georgsmarienhütte gehörte ab 1923 zum Klöckner-Konzern, bis das defizitäre Werk 1993 von dem Klöckner-Manager Jürgen Großmann für einen symbolischen Betrag erworben wurde und seit 1997 im Alleinbesitz der Georgsmarienhütte Holding GmbH steht. Das Unternehmen nahm 1994 den ersten Gleichstrom-Elektrolichtbogenofen in Deutschland in Betrieb und stellte die Stahlproduktion vom Hochofen-Konverter-Betrieb auf das Gleichstrom-Elektrolichtbogen-Verfahren um. Damit wurde das Stahlwerk unabhängig von Eisenerz und Kohle, aber abhängig vom erheblich schwankenden Schrottpreis. Im selben Jahr wurde nach defizitären Vorjahren erstmals wieder Gewinn erwirtschaftet.
Durch die Umstellung auf das Elektrolichtbogen-Verfahren veränderte sich nach und nach das äußere Bild des Hüttenwerks: Am 24. August 1996 wurde der alte Hochofen gesprengt, 1999 folgte die Sprengung des 1929 erbauten Gasometers an der Klöcknerstraße, 2000 die Sprengung des zweiten Gasbehälters.
Im Jahr 2002 erfolgten eine Großinvestition in eine neue Stranggießanlage und eine Modernisierung des Walzwerkes. Die 37,5 Millionen Euro teuren Anlagen wurde am 16. August 2002 in Anwesenheit von Bundeskanzler Gerhard Schröder in Betrieb genommen. Die Anlage hatte bei Inbetriebnahme eine Jahreskapazität von 750.000 Tonnen.
Bundeskanzlerin Angela Merkel  besuchte das Werk 2005. 2006 wurde der neue 160-Tonnen-Hubbalkenofen als Teil der Walzstraße fertiggestellt. Im Jahr 2006 feierte die GMH ihr 150-jähriges Bestehen. Bei einem Festakt, zu dem Angela Merkel, Christian Wulff, Kunden, Freunde und Angehörige der GMH eingeladen waren, wurde der Gründung durch Georg V. und Königin Marie mit vielen Festgästen gedacht. Anlässlich seines 150-jährigen Jubiläums hat das Unternehmen die gemeinnützige „Stiftung Stahlwerk Georgsmarienhütte“ gegründet. Am Ende des Geschäftsjahres 2006 schied der Inhaber der Georgsmarienhütte, Jürgen Großmann, aus der Geschäftsleitung aus. Er blieb jedoch weiterhin Inhaber. Am 1. September 2007 wurde die erste Schmelze mit dem neuen Pfannenofen LF 2 gefahren. Im Jahr 2008 erfolgten abermals eine Modernisierung der Stranggießanlage sowie die Inbetriebnahme einer neuen Richt- und Prüfstrecke in der Zurichterei der Finalbetriebe.